# Ricotta

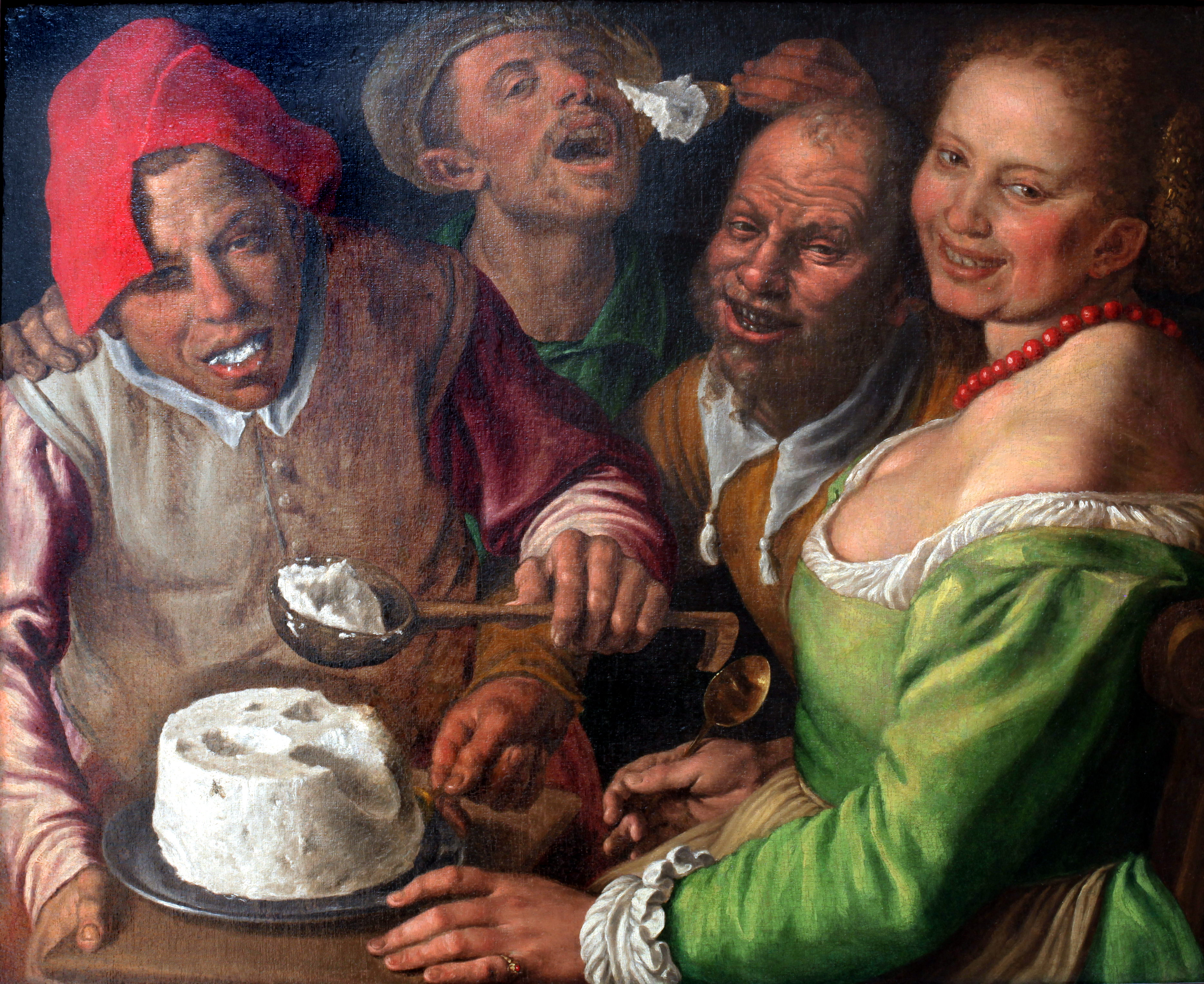
Mâncătorii de ricotta
Pictură de Vincenzo Campi (1536–1591)

Ricotta este un sortiment de brânză produsă în Italia din resturile rămase din producția altor tipuri de brânză (mascarpone sau provolone) sau din zerul laptelui după separarea cașului, în special din zer din lapte de oaie. Cuvântul "ricotta" înseamnă în italiană "refiert", fapt ce arată că zerul a fost tratat termic.
Ricotta se aseamănă cu urda produsă în România, cu deosebirea că aceasta se fabrică din zerul rămas de la fabricarea cașului. De aici provin mici diferențe de consistență și chiar de gust între ricotta și urdă.
Ricotta se produce și se comercializează în zece variante:
- Ricotta infornata, sau ricotta coaptă – are o crustă distinctivă, maronie, o aromă de rumenit și o textură fermă. Italienii folosesc acest tip de ricotta ca ingredient al platourilor antipaste.

- Ricotta de casă – obținută prin adăugarea de cheag sau de oțet în laptele încălzit. Are aromă lăptoasă și este folosită la o gamă variată de mâncăruri.

- Ricotta affumicata, sau ricotta afumată – este de obicei rasă peste paste, sau topită pentru a da un gust mai bogat pastelor.

- Ricotta picantă – fulgii de ardei iute sfărâmați sunt condimentul întâlnit în majoritatea felurilor de mâncare din sudul Italiei. Fulgii de ardei amestecați cu ricotta sunt ingredientul care oferă gustul picant unui sos arrabbiata sau pastelor linguine.

- Ricotta di pecora – obținută din lapte de oaie, este consumată pe bruschete cu miere și smochine sau rasă peste paste.

- Ricotta suplimentar prelucrată – este produsă din lapte de vacă, are granulație fină, aromă ușoară și textură puternică, realizată prin adăugarea de stabilizatori. Este o alegere bună pentru lasagna.

- Ricotta impastata sau ricotta de patiserie – este uneori îndulcită, fiind cel mai des folosită în patiseria tradițională italiană.

- Ricota forte – brânză densă și înțepătoare, fermentată. Această brânză are ca perioadă de maturație de la 60 de zile la câțiva ani, iar aroma sa este asemănătoare cu cea a brânzei cu mucegai albastru.

- Ricotta sărată – este sărată, presată, apoi uscată și maturată timp de 3 luni. Se folosește cel mai adesea la salate sau la mâncăruri pe bază de paste.

- Ricotta di bufala, sau ricotta din lapte de bivoliță – are gust plăcut și textură densă datorită conținutului mare de grăsime din laptele de bivoliță.